# 라이브 8

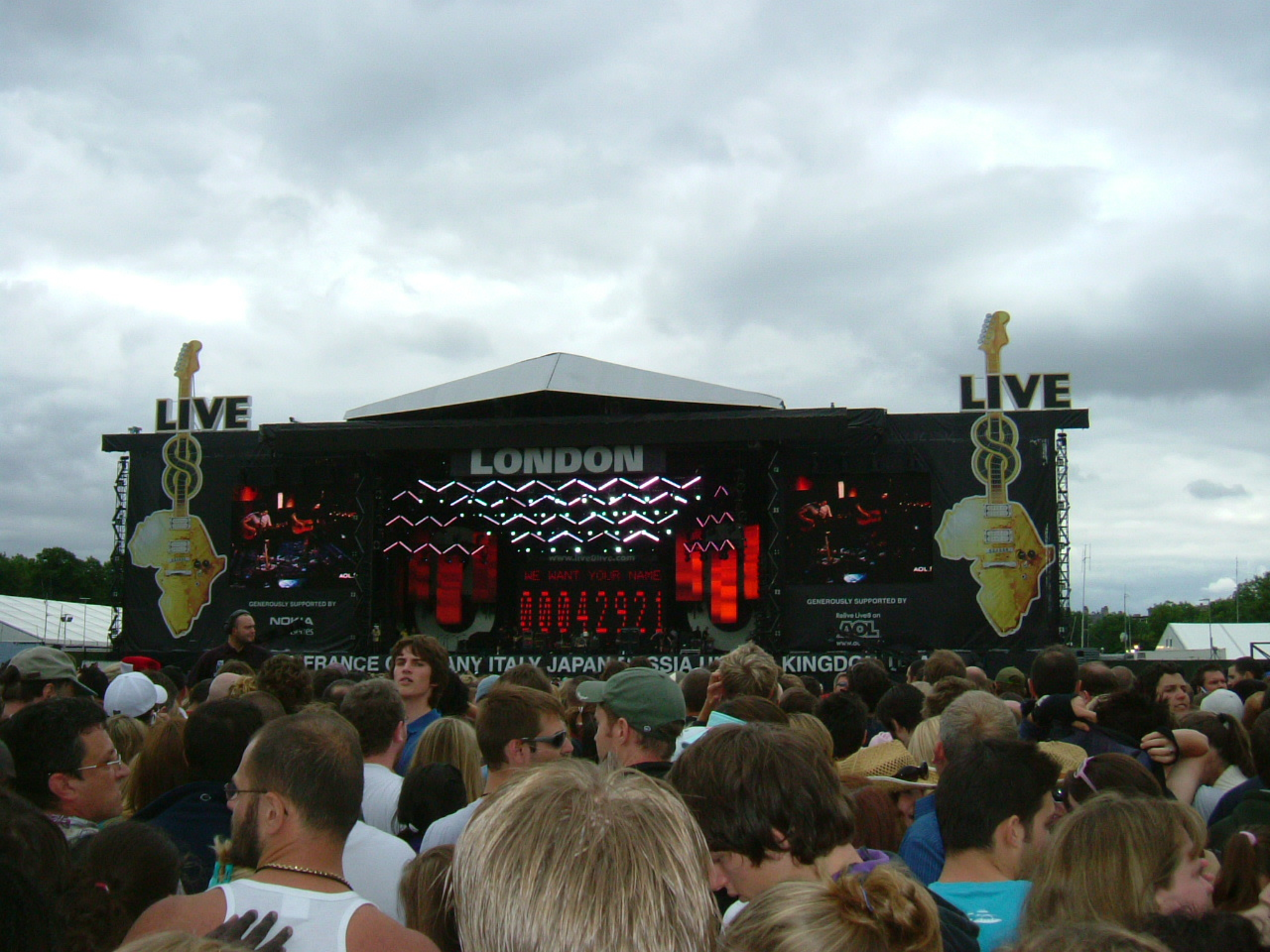
런던 하이드파크에서 열린 LIVE8 풍경

라이브 8(Live 8)은 2005년 7월 2일 전세계에서 동시에 열린 자선 콘서트이다.

## 같이 보기
- 라이브 에이드
- 라이브 어스